# Anne de Mortimer

Wappen von Anne de Mortimer

Anne Mortimer (* 27. Dezember 1388/1390; † 21. September 1411) ist die Tochter von Roger Mortimer, 4. Earl of March, und Eleanor de Holland. Über sie ist persönlich sehr wenig bekannt, doch durch ihre Abstammung spielt ihre Heirat mit Richard of Conisburgh, 1. Earl of Cambridge im Jahre Mai 1406, validiert durch eine Dispens des Papstes am 23. Mai 1408, eine bedeutsame Rolle für den späteren Konflikt der Häuser Lancaster und York in den Rosenkriegen, da sich die Linie York später auf sie und ihre Vorfahren berief.

## Dynastische Zusammenhänge
Anne Mortimer war die Enkelin von Philippa Plantagenet, 5. Countess of Ulster, der einzigen Tochter Lionels von Antwerpen, des Herzogs von Clarence. Ihr Bruder Edmund Mortimer, 5. Earl of March, war so zum Ende der Regierungszeit Richards II. als Vertreter der zweitältesten Abstammungslinie, ausgehend von Eduard III., designierter Nachfolger im Falle der Kinderlosigkeit des Königs.
Durch die Usurpation Heinrich Bolingbrokes, des Sohnes John of Gaunts, unter dem Titel Heinrich IV. 1399 übernahm allerdings die drittälteste Abstammungslinie der Plantagenets den Königstitel. Annes Mann Richard of Conisburgh entstammt der viertältesten Abstammungslinie über seinen Vater Edmund of Langley, 1. Herzog von York, so dass mögliche Ansprüche der zweiten und der vierten Linie in ihren Kindern vereinigt wurden. Richard of Conisburgh nahm dies 1415 zum Anlass, gegen Heinrich V. zugunsten seines Schwagers Edmund Mortimer zu intrigieren, der dieses Komplott allerdings selbst aufdeckte und treu zu seinem Lancastercousin stand.

## Anne Mortimers Vermächtnis
Anne war zu diesem Zeitpunkt bereits gestorben, vermutlich bei der Geburt ihres zweiten Kindes Richard. Da ihr Bruder aber später ohne legitimen Erben verstarb und auch der ältere Bruder ihres Mannes, Edward of Norwich, 2. Herzog von York, keine Erben hinterließ, erhielt ihr Sohn Richard die erheblichen Erbschaften seiner Mutter und über sie postum die seines Onkels mütterlicherseits, sowie die Herzogswürde Yorks samt Besitztümern über seinen Onkel väterlicherseits. Annes Sohn Richard verband somit die Erbschaften der Linie Clarence-Mortimer mit denen der Linie York samt den Thronansprüchen über seine mütterliche Linie.

## Nachkommen
- Isabella (* 1409; † 2. Oktober 1484),[3] ⚭ Heinrich Bourchier, Sohn von Wilhelm Bourchier und Anne of Gloucester
- Richard Plantagenet, 3. Herzog von York (* 21. September 1411; † 30. Dezember 1460),[3] ⚭ Cecily Neville, Vater von Eduard IV. und Richard III.